# Pippo a caccia grossa
Pippo a caccia grossa (Tiger Trouble) è un film del 1945 diretto da Jack Kinney. È un cortometraggio animato della serie Goofy realizzato, in Technicolor, dalla Walt Disney Productions e uscito negli Stati Uniti il 5 gennaio 1945. È stato distribuito anche con i titoli Pippo e il safari, Problemi di tigre, I guai della tigre e, dal 1994, Caccia alla tigre.

## Trama
In una giungla, Pippo cavalca il suo fidato elefante in cerca della tigre. Purtroppo, mentre i due si fermano per mangiare, la tigre li trova e Pippo viene separato dal suo fucile. La tigre attacca Pippo che, per salvarsi, le mette sotto la zampa un fiammifero, a cui dà fuoco. Pippo riesce a scappare e a ritrovare il fucile, ma venendo nuovamente attaccato dal felino, finisce per rompere l'arma e far letteralmente saltare in aria la giungla. Dopo un lungo inseguimento, arriva in soccorso l'elefante di Pippo, che riesce a sconfiggere la tigre, che perde le strisce del suo mantello.

## Distribuzione

### Edizione italiana
Il corto arrivò in Italia nel 1959 come parte del programma di Pluto, Paperino e Pippo alla riscossa, per tornare di nuovo nelle sale nel 1974 come parte del programma di Come divertirsi con Paperino & Co. Il corto venne doppiato nel 1982 a Milano per l'inclusione nella VHS di Winny Puh orsetto ghiottone. Nel 1990, per la sua ridistribuzione nei cinema, il corto fu ridoppiato dalla Royfilm con la collaborazione del Gruppo Trenta e venne abbinato alla riedizione del Classico Disney Le avventure di Bianca e Bernie con il titolo Pippo e il safari (nonché Problemi di tigre). Tale doppiaggio fu incluso quattro anni dopo nel 1994 nel diciottesimo volume della videocassetta VideoParade, per poi essere usato nelle trasmissioni televisive e nell'edizioni home video successive con il titolo definitivo Caccia alla tigre.

### Cinema
- Pluto, Paperino e Pippo alla riscossa (24 luglio 1959)[4]
- Come divertirsi con Paperino & Co. (6 agosto 1974)[3]
- Le avventure di Bianca e Bernie (30 marzo 1990)[2][5][6][7]

### Edizioni home video

#### VHS
- Winny Puh orsetto ghiottone (settembre 1982)[1][9][10]
- Come divertirsi con Paperino & c. (febbraio 1986)[11][12][13]
- VideoParade vol. 18 (giugno 1994)[8]

#### DVD
Il cortometraggio è contenuto nel disco 1 del DVD Walt Disney Treasures: Pippo, la collezione completa.